# Hannes Jaenicke
Hannes Jaenicke est un acteur allemand né le 26 février 1960 à Francfort-sur-le-Main.

## Biographie
Hannes Jaenicke a passé une partie de son enfance aux États-Unis, à Pittsburgh en Pennsylvanie. Il est le frère du peintre Alexander Calvelli. Il a effectué sa scolarité à Ratisbonne au Albertus-Magnus-Gymnasium ainsi qu’au Albrecht-Altdorfer-Gymnasium où il a passé son baccalauréat. À Vienne, il a étudié la comédie au Max-Reinhardt-Seminar ainsi qu'à la Wiener Opernschule. Il a également suivi des cours à la London School of Modern Dance. En plus de son métier d’acteur, Hannes Jaenicke participe à l’élaboration de nombreux livres audio en tant qu'auteur et narrateur.    
Hannes Jaenicke apparaît dans de nombreuses productions télévisuelles allemandes. Dans la série franco-canadienne L'Immortelle (Highlander: The Raven), il joue le rôle de Bert Myers.
En février 2011, il a participé à l’émission Winterspiele der Stars diffusée sur la chaîne Sat.1.
Il milite pour diverses causes, notamment pour la défense de l'environnement et la protection des espèces animales, et a notamment consacré un ouvrage à ces causes : Wut allein reicht nicht (2010).

## Filmographie

### Cinéma
- 1984 : Out of Order : Pit
- 1986 : Operation Dead End : Leslie
- 1986 : Rosa Luxemburg (Die Geduld der Rosa Luxemburg) : Kostja Zetkin
- 1987 : Zabou : Melting
- 1989 : Zwei Frauen
- 1989 : Schatten der Wüste
- 1990 : High Score : Hara
- 1992 : The Tigress (Die Tigerin) de Karin Howard : Harry
- 1993 : Heaven! : Ced
- 1994 : Les Invincibles (Die Sieger) : Heinz Schaefer
- 1996 : Nur aus Liebe : Aleksej
- 1997 : Paradis express (Knockin' on Heaven's Door) : Motorradpolizist
- 1997 : Bandits : Schwarz
- 1998 : The White Raven : Dockmonish
- 1998 : Mom's Outta Sight : Dr John Richards
- 1998 : Fallout : Pritch, NASA Chief Engineer
- 1999 : Un homme idéal (Meet Prince Charming) : Ted
- 1999 : Crashs en série (Free Fall) : Michael Ives
- 1999 : L'Avocat du mal (Restraining Order) : Martin Ritter
- 1999 : Five Aces : Hustler
- 1999 : Counter Measures (vidéo) : Nikita
- 1999 : Schnee in der Neujahrsnacht : Zippo
- 2000 : Crash Point Zero : Julian Beck
- 2000 : King of the Korner : Brooke
- 2000 : Nautilus : Dr Eric Levine
- 2000 : Les Ailes d'acier (Active Stealth) (vidéo) : Rifkin
- 2000 : Crash dans l'océan (Submerged) : Dr Kevin Thomas
- 2001 : Stranded : Jack McKendrick
- 2001 : Face aux serpents (Venomous) (vidéo) : Dr Eric Foreman
- 2002 : Mission Alcatraz (Half Past Dead) : Agent Hartmann
- 2003 : Lost Treasure : Ricardo Arterra
- 2004 : Blast : CEO Heller
- 2006 : Die Trojanische Kuh : Markus
- 2010 : La Trêve (Waffenstillstand) de Lancelot von Naso : Ralf

### Télévision

#### Téléfilms
- 1987 : Eine Reise nach Deutschland
- 1987 : Nebel im Fjord
- 1988 : Familienschande : Paul Morrisson
- 1988 : Bei Thea : David Adler
- 1988 : Die Beute : Jansen
- 1988 : Stadtromanzen : Hans
- 1989 : Unsichtbare Mauern
- 1989 : Tam Tam oder Wohin die Reise geht
- 1989 : Radiofieber (feuilleton) : Max
- 1990 : Radiostation
- 1990 : Das Haus am Watt : Max Golborn
- 1991 : L'Alerte rouge : Gunther
- 1992 : Andere Umstände : Ruediger
- 1992 : By Way of the Stars (feuilleton) : Otto von Lebrecht
- 1993 : Tödliche Lüge  : Dieter Sladko
- 1994 : In dieser Stadt daheim : Sam Würzburger
- 1995 : Midnight Man : John Engel
- 1995 : Brüder auf Leben und Tod
- 1995 : Catherine la Grande (en) : Peter
- 1995 : Eine Mörderische Liebe : Marcel Vandegen
- 1995 : Der Räuber mit der sanften Hand (feuilleton) : Siegfried Dennery
- 1996 : 5 Stunden Angst - Geiselnahme im Kindergarten : Matthias Koch
- 1996 : Hostile Force : Jef
- 1996 : Die Aktion : Paul Gauert
- 1996 : Der Venusmörder : Dr Stern
- 1996 : Das Erste Mal : George
- 1997 : Bus en péril : Markus Voss
- 1997 : Kalte Küsse  : Lemmy
- 1997 : Mission piégée (Kalkuliertes Risiko) : Ben Wildmann
- 1997 : Die Sieben Feuer des Todes : Stefan Beckman
- 1998 : The Hunted : Jan Kroeger
- 1998 : Enquête personnelle (Gehetzt - Der Tod im Sucher)  : Frank Bardes
- 1998 : Geraubte Unschuld : Thomas Kopper
- 1999 : Honigfalle - Verliebt in die Gefahr : Staatsanwalt Thomas Kopper
- 1999 : Alphamann: Amok : Tom Leschek
- 1999 : Alphamann: Die Selbstmörderin : Tom Lescheck
- 2000 : Messieurs... je vous aime ! (Sex oder Liebe?) : Frank
- 2001 : La Dernière rivale (Diamond Hunters) : Hugo Kramer
- 2001 : Hanna - Wo bist Du? : Heinz Strom
- 2001 : Der Solist - Kuriertag : Jahrmann
- 2001 : Vacances à part (Love Trip) : Alex
- 2001 : Gli Amici di Gesù - Giuda : Joseph of Arimathea
- 2001 : Gli Amici di Gesù - Tommaso : Joseph of Arimathea
- 2001 : Die Liebe meines Lebens : Robert Nicolai
- 2001 : Le Cadeau de Noël (Ein Vater zu Weihnachten) : Robert
- 2002 : Heimatfilm! : Brittas Freund
- 2002 : Ni vue, ni connue (Pretend You Don't See Her) : Curtis Caldwell Blake
- 2002 : Dienstreise - Was für eine Nacht : Herling
- 2003 : Trenck l'insoumis (Trenck - Zwei Herzen gegen die Krone) : Graf von Jaschinsky
- 2003 : Une maman à toute épreuve (Mama macht's möglich) : Philip Grevenhorst
- 2003 : Die Schönste aus Bitterfeld : Stefan Blum
- 2004 : So fühlt sich Liebe an : Konrad
- 2004 : Une femme exemplaire (Für immer im Herzen) : Dr Tom Boppard
- 2004 : La Piqûre du Scorpion (Der Stich des Skorpion) : Sebastian Krüger
- 2005 : Horizons lointains (Endloser Horizont) : Dr Jan Seebach
- 2005 : Le Temps d'un été (Endlich Urlaub!) : Tobi Becker
- 2006 : Willkommen in Lüsgraf : Manfred
- 2006 : L'Amour au galop (Die Pferdeinsel) : Nils Peterson
- 2007 : Papa est militaire! (Allein unter Töchtern) : Harald Westphal
- 2007 : Intime danger (Don't Cry Now) : Captain Kessler
- 2008 : Schlaflos in Oldenburg : Jan Plathe
- 2009 : Ein Date fürs Leben : Gregor Weiler
- 2009 : Un Prof au garde-à-vous (Allein unter Schülern) : Harald Westphal
- 2009 : Vol 714 - Au bout de l'enfer (Crash Point : 90 Minuten bis zum Absturz)  : Ralf Moldau
- 2011 : Le Triangle de l'Apocalypse (Bermuda-Dreieck Nordsee) : Tom Jaeger
- 2011 : Un papa au garde-à-vous (Allein unter Müttern) :  Harald Westphal
- 2012 : La Princesse et le Baroudeur (Verloren auf Borneo) : Alexander Kuhl
- 2012 : Un papa au garde-à-vous 2 (Allein unter Müttern 2): Harald Westphal
- 2012 : Un papa au garde-à-vous 3 (Allein unter Müttern 3) : Harald Westphal

#### Séries télévisées
- 1987 : Les Liens du sang (Väter und Söhne - Eine deutsche Tragödie) de Bernhard Sinkel : Max Bernheim
- 1986 : Le Renard (Der Alte) : Manfred Leder
- 1986 : Un cas pour deux (Ein Fall für zwei) : Veith Körner
- 1988 : Inspecteur Derrick (Derrick): Roland Weimann
- 1989 : Das Nest : Holger
- 1989 : Section K3 (Die Männer vom K3) : Werner Beau Jansen
- 1989 : Mission: Eureka
- 1990-2011 : Tatort : Tobias Enders
- 1992 : L'enquêteur (Der Fahnder)
- 1995 : Faust (de)
- 1996 : Die Straßen von Berlin : Tom Geiger
- 1996 : Un tandem de choc (Due South) : Michael Sorrento
- 1997 : Sardsch : Sardsch
- 1998 : Schimanski : Ewers
- 1999 : L'Immortelle (Highlander: The Raven) : Bert Myers
- 2000 : Code Eternity (Code Name: Eternity) : Mike Thorber
- 2002 : L'Empreinte du crime (Die Cleveren) : Christian Brenner
- 2004 : Pfarrer Braun : Manuel Castelnuovo
- 2005 : Speer und Er (de) : Major Neave
- 2005 : Schimanski (Tatort) : Tobias Endres
- 2005 : Unsolved (Der Elefant - Mord verjährt nie) : Werner Kolbe
- 2006 : Soko brigade des stups (SOKO 5113) : Leutnand
- 2007 : Kommissarin Lucas : Dr Peter Sion
- 2007 : Post mortem : Dr Daniel Koch
- 2008 : Brigade du crime (SOKO Leipzig) : Jürgen Tomczek
- 2020 : Mirage

## Doublage
- 2003 : Till Eulenspiegel : Pickelhauber
- 2004 : The Nutcracker and the Mouseking (vidéo) : Bubble